# Abstoma
Abstoma là một chi nấm trong họ Agaricaceae.